# Karol Ogrodowicz
Karol Ogrodowicz herbu Brochwicz (ur. 7 listopada 1742, zm. 19 sierpnia 1824) – polski szlachcic, burmistrz Pyzdr w latach 1776–1815.

## Życiorys
Jako burmistrz, wniósł duży wkład w odbudowę miasta po spaleniu go przez Rosjan w czasie Konfederacji barskiej. W 1776 r. podpisał umowę o wzniesie nowego ratusza w Pyzdrach. W 1778 r. w celu ochrony borów miejskich lokował Pyzdrskie Olędry. W 1788 roku został delegatem Pyzdr na Sejm Czteroletni. Był sygnatariuszem Aktu Zjednoczenia Miast (1789) i Konstytucji 3 maja (1791).
Jako burmistrz Pyzdr zaczął wcielać w życie założenie ustawy. 2 lipca 1791 r. podpisał umowę z dyrektorem szkoły w Pleszewie o kształceniu dzieci z Pyzdr.
Zmarł 19 sierpnia 1824 roku w swoim domu nr 25 położonym przy rynku w Pyzdrach.
W Muzeum Regionalnym Ziemi Pyzdrskiej znajdują się pamiątki po rodzinie Ogrodowiczów: portret Karola Ogrodowicza z 1818 r., prawdopodobny portret jego żony z tego samego roku oraz fragment płyty epitafijnej, prawdopodobnie po jego nagrobku. W 2020 r. muzeum przygotowało film poświęcony rocznicy uchwalenia konstytucji oraz jednemu z jej sygnatariuszy, Karolowi Ogrodowiczowi.

## Rodzina

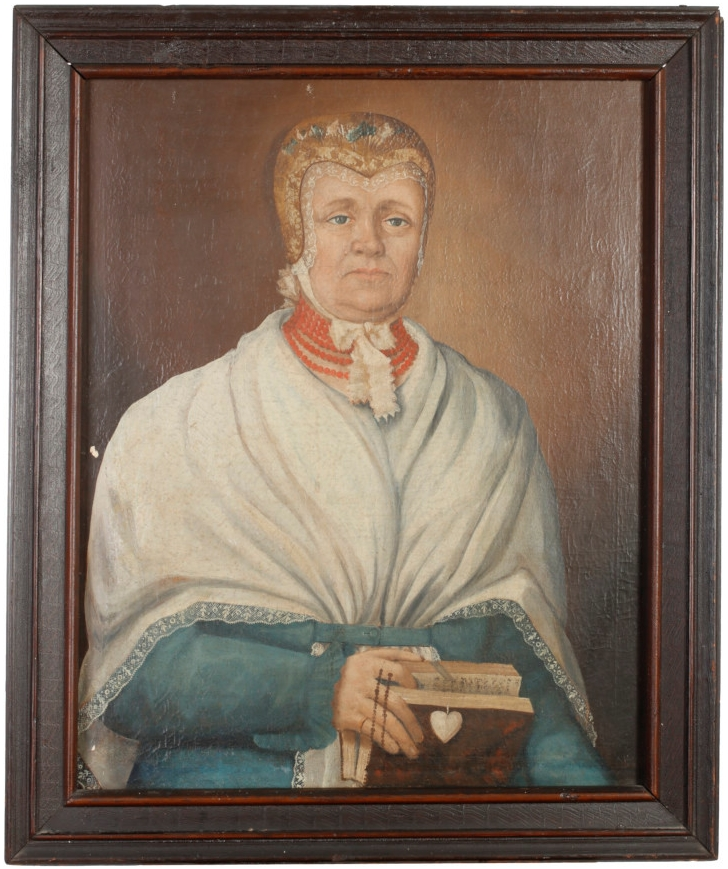
Portret datowany na 1818 r., przedstawiający prawdopodobnie Martynę z Różewiczów Ogrodowicz, żonę burmistrza Pyzdr

Był synem Wawrzyńca (1704–1784) i Reginy. Miał rodzeństwo: Helenę (1745–?), Ewę Łucję (1747–1749), Wojciecha (1750–?) oraz Mariannę, I voto Felicką, II voto Dobczyńską (?-?). Najstarsze zachowane metryki dot. tej rodziny w Pyzdrach wypisane są na nazwisko Ogrodowczyk, a jej członkowie określani mianem famatus.  Nie musi to jednak oznaczać, iż nie byli oni rzeczywistymi szlachcicami. Babką przyszłego burmistrza była Barbara Ogrodowczyk (ok. 1681-1751). Także jego pierwszy akt śluby wypisany jest na nazwisko Ogrodowczyk. 14 lipca 1767 roku poślubił on Zofię Witkowską, z którą miał dzieci: Balbinę Katarzyną (1768–?), Małgorzatę (1773–1773) oraz Urszulę, zamężną Głowicką (?-?). Drugą żoną, poślubioną 27 lutego 1775 roku była Franciszka Basińska, która była jego krewną 3-go stopnia. Para miała jedną córkę, Mariannę Brygidę (1775–?). Jego trzecią żoną była Martyna Różewicz (ok. 1755-1817), z którą miał jedenaścioro dzieci: Franciszka Łukasza (1777–1850); Konstantego (1778–1782); Konstancję (1779–?); Łukasza Piotra (1781–1869); Salomeę Elżbietę (1783–1785); Agnieszkę Marcjannę, zamężną Ścigalską (żona Franciszka Ścigalskiego) (1786–1861); Antoninę Małgorzatę, zamężną Basińską (1788–1820); Petronelę Juliannę (1790–1791); Michała Franciszka (1792–?); Małgorzatę (1795–?) oraz Karola Jana (1797–1837).
Trzej synowie Karola: Franciszek, Łukasz i Karol studiowali prawo. Franciszek i Karol byli mecenasami Sądu Najwyższej Instancji w Warszawie. Franciszek był też radcą sprawiedliwości w Poznaniu. Dwukrotnie, w latach 1843 i 1844 był wybierany do rady miejskiej jako jej przewodniczący.
Potomkowie Karola brali udział w kolejnych powstaniach narodowych. Syn Franciszek wziął udział w insurekcji kościuszkowskiej. Synowie tegoż, Napoleon Antoni (1806–1850) i Maksymilian Ogrodowicz (1815–1848) byli uczestnikami powstania listopadowego oraz powstania wielkopolskiego 1846 roku. Maksymilian poległ w bitwie pod Sokołowem w czasie drugiego powstania wielkopolskiego. Synami Napoleona Antoniego byli powstańcy styczniowi Władysław Stanisław Wojciech (1841–1883) i Antoni Mikołaj (1846–1927). Wnuk Antoniego Mikołaja, Jerzy Władysław Ogrodowicz (1918–1983) był łącznikiem Armii Krajowej. Ponadto, syn Karola, Łukasz Ogrodowicz, absolwent Uniwersytetu Viadrina 
we Frankfurcie, porzucił karierę prawniczą i został kapitanem wojsk austriackim, zaś jego syn Edmund Ogrodowicz von Monte Belvedere generalmajorem tych wojsk, weteranem wojny francusko austriackiej i kawalerem orderów.